# José María Lozano
José María Lozano, né le 15 décembre 1940, à Mexico, au Mexique, est un ancien joueur mexicain de basket-ball.